# Harpers Ferry National Historical Park
Harpers Ferry National Historical Park (Historyczny Park Narodowy Harpers Ferry) – obszar chroniony w Stanach Zjednoczonych. Park ma powierzchnię 9,26 km² i w jego obrębie znajduje się miejscowość Harpers Ferry, od którego pochodzi nazwa parku. Obejmuje swoim obszarem także ujście rzeki Shenandoah do Potomaku i okoliczne tereny położone w stanach Wirginia Zachodnia, Maryland oraz Wirginia.
Położenie u zbiegu dwóch dużych rzek przyczyniło się do tego, że miasteczko Harpers Ferry w XIX wieku zostało znaczącym ośrodkiem przemysłowym. Znane jest również z najazdu abolicjonisty Johna Browna, który w 1859 roku zaatakował skutecznie fabrykę broni i arsenał. Przyczynił się w ten sposób do wybuchu wojny secesyjnej, podczas której w 1862 roku na terenie parku miała miejsce bitwa o Harpers Ferry. W czasie wojny miasto ośmiokrotnie przechodziło z rąk do rąk, zostało mocno zniszczone i nigdy nie odzyskało dawnej świetności.
Przez park przebiega Szlak Appalachów.